# سائورو کاتلانی
سائورو کاتلانی (انگلیسی: Sauro Catellani؛ زادهٔ ۱۴ مارس ۱۹۵۳) بازیکن فوتبال اهل ایتالیا است.
از باشگاه‌هایی که در آن بازی کرده‌است می‌توان به باشگاه فوتبال هلاس ورونا، باشگاه فوتبال اینتر میلان، باشگاه فوتبال مودنا، باشگاه فوتبال پارما، باشگاه فوتبال اودینزه، باشگاه فوتبال ویچنزا، و باشگاه فوتبال ناپولی اشاره کرد.